# So Man-sul
So Man-sul (hangeul: 서만술 Hanja: 徐萬述, 17 avril 1927, mort le 19 février 2012) était président du Comité central exécutif de la Chongryon, association regroupant les résidents nord-coréens au Japon. À la suite des élections législatives de 2009 de la 12e Assemblée populaire suprême, il est élu député dans la 485e circonscription.

## Biographie
Il est né le 17 avril 1927 à Gyeongju, une ville du sud de la péninsule coréenne alors sous contrôle japonais. Il arrive au Japon en 1941 et s'implique dans la fondation de la Chongryon en 1955. Responsable de la section d'Hiroshima, il devient le deuxième président de l'association à la mort de son prédécesseur, Han Deok Su en mai 2001. Peu après, il doit faire face à la détérioration des relations entre le Japon et la Corée du Nord à la suite de la révélation des cas d'enlèvements de Japonais par les autorités nord-coréennes. Il a été aussi exposé à une série de faillites de banques de crédit pour les Coréens du Japon.
En mai 2006, So Man-sul a effectué un rapprochement historique avec son homologue Ha Byeong-ok, président de la Mindan, association regroupant les Sud-Coréens du Japon. Ce rapprochement a été de courte durée après les vives critiques de la base de la Mindan et la pression du gouvernement japonais.
Le 30 octobre 2006, So man-sul a rencontré Paek Rak-chong, président de la partie sud-coréenne du comité pour la mise en œuvre de la déclaration du 15 juin 2000, date de l'accord intercoréen qui fonde les relations entre la Corée du Nord et la Corée du Sud. (voir l'article détaillé Réunification de la Corée) 
Il meurt à Tokyo le 19 février 2012 d'une insuffisance cardiaque,.